# NGC 2891
NGC 2891 is een elliptisch sterrenstelsel in het sterrenbeeld Kompas. Het hemelobject werd op 23 januari 1835 ontdekt door de Britse astronoom John Herschel.

## Synoniemen
- ESO 498-8
- MCG -4-23-3
- PGC 26794